# Hylaeus fortis
Hylaeus fortis är en biart som beskrevs av Cockerell 1936. Hylaeus fortis ingår i släktet citronbin, och familjen korttungebin. Inga underarter finns listade i Catalogue of Life.